# 26255 Carmarques
26255 Carmarques este un asteroid din centura principală de asteroizi.

## Descriere
26255 Carmarques este un asteroid din centura principală de asteroizi. A fost descoperit pe 24 august 1998 la Socorro, New Mexico, în cadrul proiectului LINEAR. Asteroidul prezintă o orbită caracterizată de o semiaxă mare de 2,27 ua, o excentricitate de 0,15 și o înclinație de 6,4° în raport cu ecliptica.